# Placas de identificação de veículos na Estônia

Placa atual da Estônia, tipo A1

As placas de identificação de veículos na Estônia estão divididas em 18 categorias, sendo a mais comum (A1) composta por três dígitos e três letras (no formato 123 ABC). A maioria dos tipos de placas de possui caracteres pretos sobre fundo branco e as placas têm o mesmo tamanho e comprimento que as placas europeias em geral, isto é, 520 × 113 milímetros. Anteriormente, a primeira das três letras indicava a região da Estônia em que o carro estava registrado; no entanto, a partir de 2013, isto não mais se aplica. O terceiro dígito dos números indicados indica quando o carro deve ser inspecionado. As placas de registro são produzidas em uma folha de alumínio com espessura mínima de 1 mm e devem atender aos requisitos da ISO 7591:1982. Todas as placas são emitidas com a etiqueta de identificação azul da União Europeia, com exceção dos tipos A9 e B2. 

## Tipos de placas
Estes são os diferentes tipos de placas em uso na Estônia: 

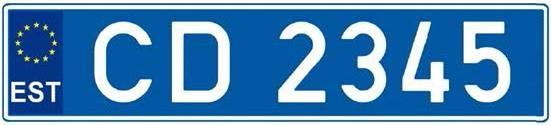
Placa diplomática, tipo A4

- A1 - Placas para uso geral em automóveis e reboques (categorias de veículos M, N e O).
- A2 - Placas especiais. Devem conter pelo menos uma letra e um número até um total de 9 caracteres. Números e letras não podem ser alternados.
- A3 - Placas para uso geral com tamanho reduzido. Geralmente usado em carros de origem americana, contém dois números e três letras (historicamente começando com Z).
- A4, A5 - Placas diplomáticas em geral com caracteres brancos sobre fundo azul. As placas A4 consistem em duas letras (geralmente CD) e quatro dígitos; A5 é restrito a chefes de missões diplomáticas e consistem em três letras (CMD) e três dígitos.
- A6, A7 - Placas diplomáticas com tamanho reduzido. As placas A6 consistem em duas letras (geralmente CD) e três dígitos, A7 são restritas a chefes de missões diplomáticas e consistem em três letras (CMD) e dois dígitos.
- A8 - Placas transferíveis, utilizadas pelos concessionários. Consistem nas letras PROOV (palavra estoniana para teste) e quatro dígito.
- A9 - Placas para veículos clássicos e antigos. Veículos antigos são veículos especificamente definidos (pelo menos 35 anos) que foram certificados como tais. As placas consistem em uma letra e três dígitos em branco sobre fundo preto.
- A10 - Placas para carros de corrida, duas letras e quatro dígitos em branco sobre fundo vermelho.
- A11 - Placas transferíveis com tamanho reduzido.
- B1 - Placas para motos e veículos terrestres (quadriciclos, motos de neve e similares), consistem em dois dígitos e duas letras.
- B2 - Placas para motos clássicas e antigas, ciclomotores e veículos terrestres, semelhantes à A9, mas consistindo em uma letra e três dígitos.
- B3 - Placas para ciclomotores. Os ciclomotores são veículos de duas a quatro rodas com capacidade volumétrica de 50 cm³ ou menos e velocidade máxima de 45 km/h ou menos. As placas consistem em três dígitos e uma letra em preto sobre fundo verde.
- D1 - Placas de trânsito para carros, consistem em duas letras, um traço e quatro dígitos em vermelho sobre fundo branco.
- D2 - Placas de trânsito para motos, ciclomotores, tratores e veículos para fins especiais e seus reboques, semelhantes ao D1, mas com três dígitos em vez de quatro.
- E1 - Placas para tratores, veículos especiais e seus reboques, consistem em duas letras e quatro dígitos na linha seguinte.

### Códigos diplomáticos
Estes são os códigos de dois dígitos usados nas placas diplomáticas da Estônia, a partir de 1992. 
| Código | País          | Código | País                   | Código | País       | Código | País             |
| ------ | ------------- | ------ | ---------------------- | ------ | ---------- | ------ | ---------------- |
| 10     | Suécia        | 20     | Austrália              | 30     | EUA        | 49.    | União Européia   |
| 11     | Alemanha      | 21     | Noruega                | 31     |            | 50.    | Conselho Nórdico |
| 12     | Islândia      | 22     | Transporte Diplomático | 32.    |            |        |                  |
| 13     | Canadá        | 23     | Hungria                | 33     | China      |        |                  |
| 14     | Finlândia     | 24     | Espanha                | 34     | Polônia    |        |                  |
| 15     | França        | 25     | Letônia                | 35     | Japão      |        |                  |
| 16     | Dinamarca     | 26     | Nova Zelândia          | 36.    | Ucrânia    |        |                  |
| 17     | Reino Unido   | 27     | Áustria                | 39.    | Geórgia    |        |                  |
| 18     | Países Baixos | 28.    | Rússia                 | 43     | Azerbaijão |        |                  |
| 19     | Itália        | 29     | Lituânia               | 44     | Brasil     |        |                  |

## História

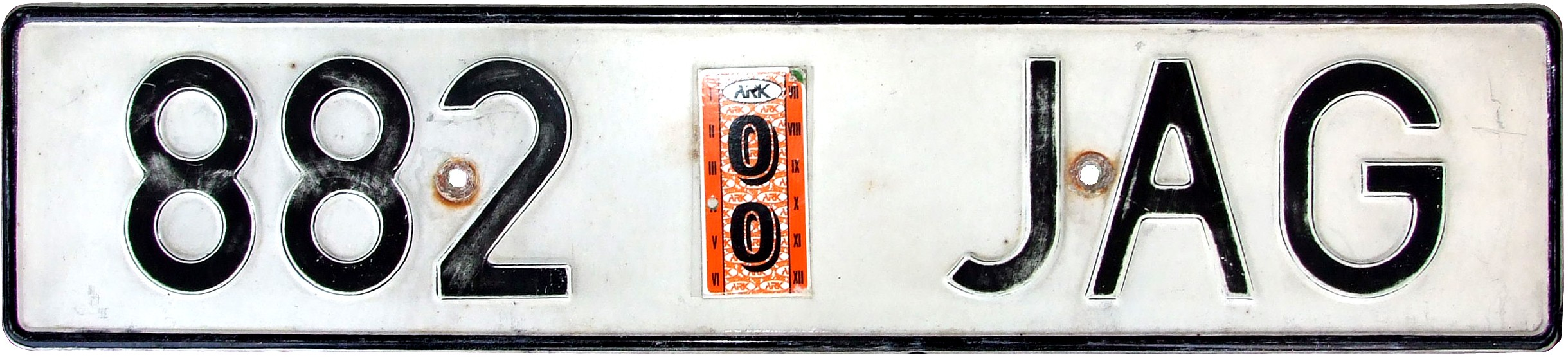
Antiga placa estoniana, emitida em 1998

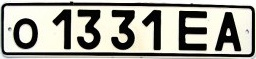
Placa utilizada na República Socialista Soviética da Estônia, no padrão soviético anterior a 1991

As primeiras placas de registro estonianas pós-soviéticas (1991) eram compostas por três dígitos, com uma etiqueta de licença no meio da placa. Essas etiquetas deixaram de ser utilizadas em 2004. 
Apenas dois sufixos foram usados nas placas da era soviética: EA e ЭС. Não identificavam nenhuma cidade ou localidade específica, mas serviam para indicar que o veículo havia sido registrado na República Socialista Soviética da Estônia. Havia planos de introduzir um sufixo ЕС adicional, mas como isso ocorreu pouco antes do colapso da União Soviética, o sufixo foi posteriormente atribuída à cidade russa de São Petersburgo.

### Designações regionais (1991–2004)
- A e B- Tallinn
- D - Viljandimaa
- F - Pärnumaa
- G - Valgamaa
- H - Hiiumaa
- I - Ida-Virumaa próximo a Narva
- J - Jõgevamaa
- K - Saaremaa (K como Kuressaare )
- L - Raplamaa
- M - Harjumaa, próximo a Tallinn
- N - Narva
- O - Põlvamaa
- P - Järvamaa (P como Paide )
- R - Lääne-Virumaa (R como Rakvere )
- S - Läänemaa (S como Haapsalu )
- T - Tartumaa
- V - Võrumaa

## Placas especiais

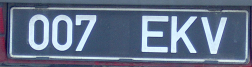
Placa usada em um veículo das Forças de Defesa

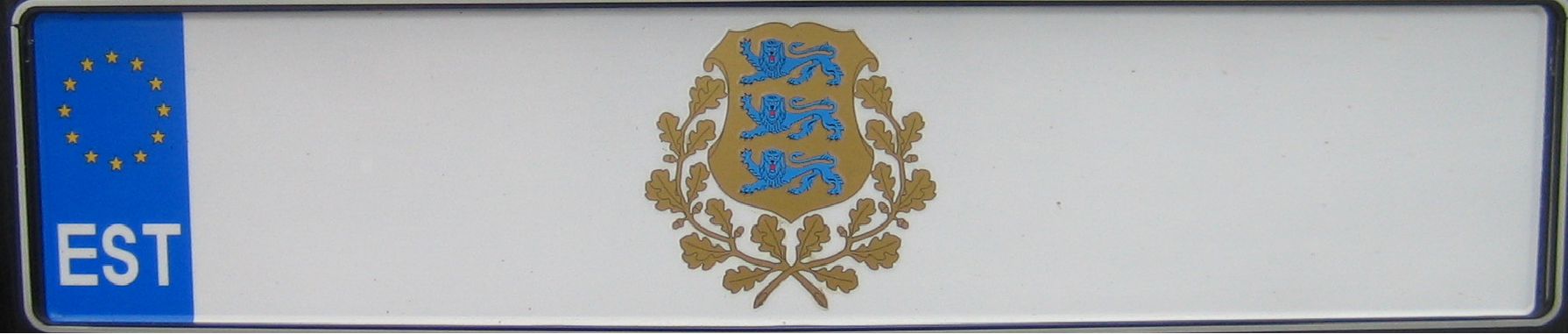
Placa usada no carro do Presidente

- As placas temporárias são produzidas com caracteres pretos sobre fundo amarelo.[1]
- Para veículos registrados pelas Forças de Defesa da Estônia, são usados caracteres brancos sobre fundo preto.[4]
- O veículo do presidente, embora possua um registro de placa, não o exibe, em vez disso, usa uma placa especial na qual figura o brasão do país.[5]